# 테일러 모터
테일러 데이비스 모터(Taylor Davis Motter, 1989년 9월 18일 ~ )는 미국의 야구 선수이자, 메이저 리그 콜로라도 로키스의 내야수, 외야수이다. 2011년에 메이저리그 드래프트 17라운드 540순위로 탬파베이 레이스에 지명됐고, 2016년에 메이저리그에 데뷔했다.

## 미국 프로야구 시절
2016년에 탬파베이 레이스에 입단하였다. 그 후 빠른 성장세를 보이며 MLB 경기에 출전했으나 2018년에 펜스에 부딪혀 뇌졸중을 앓은 뒤 성적 부진으로 인해 방출되었다.

## 미국 독립야구 시절
2019년에 뉴브리튼 비스에 입단하였다.

## 미국 프로야구 복귀
2019년에 오클랜드 애슬레틱스에 입단하였다.

## 한국 프로야구 시절

### 키움 히어로즈시절
2020년에 제리 샌즈를 대체할 외국인 야수로 연봉 포함 총 35만 달러에 영입되었다. 유틸리티 야수로서 투수, 포수를 제외한 모든 포지션을 소화 가능하지만 개막 후 8경기 동안 27타수 3안타, 1홈런, 3타점으로 부진했고, 삼성과의 경기에서 2연속 수비 실책을 했다. 경기 외적으로 아내가 자가 격리 중인 상황이었고, 5월 16일에 1군 엔트리에서 말소됐다. 이후 2군에서 4경기 연속 홈런을 쳐 냈고, 5월 26일에 1군 엔트리에 복귀했다. 이후 5월 27일 NC와의 경기에서 19일만에 안타를 기록했으나 5월 30일에 방출됐다. 당시 단장이었던 김치현은 전력을 고려해 내린 결정이며, 경기 외적인 문제는 아니라고 말했다.
그의 대체 용병으로는 에디슨 러셀이 영입되었다.

## 미국 프로야구 복귀
2021년에 콜로라도 로키스에 입단하였다.

## 통산 기록
| 연 도          | 소 속          | 나 이          | 출 장 | 타 석 | 타 수 | 득 점 | 안 타 | 2 루 타 | 3 루 타 | 홈 런 | 타 점 | 도 루 | 도 실 | 볼 넷 | 삼 진 | 타 율 | 출 루 율 | 장 타 율 | O P S | 루 타 | 몸 맞 | 희 타 | 희 플 | 고 4 |
| -------------- | -------------- | -------------- | ----- | ----- | ----- | ----- | ----- | ------- | ------- | ----- | ----- | ----- | ----- | ----- | ----- | ----- | -------- | -------- | ----- | ----- | ----- | ----- | ----- | ---- |
| 2016           | TB             | 28             | 33    | 93    | 80    | 11    | 15    | 3       | 0       | 2     | 9     | 0     | 1     | 11    | 19    | .188  | .290     | .300     | .590  | 24    | 1     | 0     | 1     | 0    |
| 2017           | SEA            | 29             | 92    | 280   | 258   | 29    | 51    | 12      | 0       | 7     | 26    | 12    | 1     | 21    | 62    | .198  | .257     | .326     | .583  | 84    | 0     | 0     | 1     | 0    |
| 2018           | SEA/MIN        | 30             | 16    | 38    | 34    | 2     | 5     | 0       | 0       | 1     | 2     | 1     | 0     | 4     | 8     | .147  | .237     | .235     | .472  | 8     | 0     | 0     | 0     | 0    |
| 2020           | 키움           | 32             | 10    | 37    | 35    | 4     | 4     | 0       | 0       | 1     | 3     | 0     | 0     | 1     | 10    | .114  | .135     | .200     | .335  | 7     | 0     | 0     | 1     | 0    |
| KBO 통산 : 1년 | KBO 통산 : 1년 | KBO 통산 : 1년 | 10    | 37    | 35    | 4     | 4     | 0       | 0       | 1     | 3     | 0     | 0     | 1     | 10    | .114  | .135     | .200     | .335  | 7     | 0     | 0     | 1     | 0    |
| MLB 통산 : 3년 | MLB 통산 : 3년 | MLB 통산 : 3년 | 141   | 411   | 372   | 42    | 71    | 15      | 0       | 10    | 37    | 13    | 2     | 36    | 89    | .191  | .263     | .312     | .575  | 116   | 1     | 0     | 2     | 0    |